# 와우데마르 레무스 지 올리베이라
와우데마르 레무스 지 올리베이라(포르투갈어: Waldemar Lemos de Oliveira, 1954년 5월 6일 ~ )은 브라질 출신의 축구 감독이다. 오즈와우두 지 올리베이라의 동생이다.

## 축구인 경력

### 지도자 경력
그는 리우데자네이루의 카스텔루 브랑쿠 대학에서 체육심리학을 전공했으며, 1985년 지도자로 출발한 이래 브라질 U-17 대표팀, 브라질 U-20 대표팀, 브라질 U-23 대표팀 코칭스태프로 활약했다. 이후 브라질 세리에 A의 강호 CR 플라멩구, 플루미넨시 FC, 아틀레치쿠 파라나엔시, SC 코린치안스 파울리스타 등에서 사령탑 역할을 맡았다. 그 뒤 2010년 포항 스틸러스 감독에 취임하였으나 성적 부진을 이유로 2010년 5월 10일부로 경질되었다.